# 里姆施奈德硫代氨基甲酸酯合成
里姆施奈德硫代氨基甲酸酯合成（Riemschneider thiocarbamate synthesis），得名於德国化学家兰道夫·里姆施奈德，指用硫酸处理芳基硫氰酸酯，再用冰水水解，得到相应的芳香硫代氨基甲酸酯。